# Giro di Romagna 1994
Il Giro di Romagna 1994, sessantanovesima edizione della corsa, si svolse l'11 settembre 1994 su un percorso di 207 km. La vittoria fu appannaggio dell'italiano Giuseppe Petito, che completò il percorso in 5h25'00", precedendo il lettone Pëtr Ugrjumov e il kazako Aleksandr Šefer.

## Ordine d'arrivo (Top 10)
| Pos. | Corridore            | Squadra                 | Tempo    |
| ---- | -------------------- | ----------------------- | -------- |
| 1    | Roberto Petito       | Mercatone Uno-Medeghini | 5h25'00" |
| 2    | Pëtr Ugrjumov        | Gewiss-Ballan           | s.t.     |
| 3    | Aleksandr Šefer      | Navigare-Blue Storm     | s.t.     |
| 4    | Angelo Lecchi        | Brescialat-Refin        | a 18"    |
| 5    | Massimo Podenzana    | Navigare-Blue Storm     | s.t.     |
| 6    | Roberto Caruso       | ZG Mobili-Selle Italia  | s.t.     |
| 7    | Alberto Elli         | GB-MG Boys Maglificio   | a 1'10"  |
| 8    | Francesco Casagrande | Mercatone Uno-Medeghini | s.t.     |
| 9    | Stefano Colagè       | ZG Mobili-Selle Italia  | s.t.     |
| 10   | Michele Bartoli      | Mercatone Uno-Medeghini | s.t.     |